# トム・ボーネン
トム・ボーネン（Tom Boonen、1980年10月15日 - ）は、ベルギーのアントウェルペン州・モル出身の元自転車プロロードレース選手。2002年プロデビュー。192 cm・82kgという体格を活かした力強いスプリントスタイルと圧倒的な実力から「トルネード・トム (Tornado Tom)」という愛称をつけられている。
2005年世界選手権優勝や2005～2006年ロンド・ファン・フラーンデレン優勝を果たすなどフランドル・クラシックを中心としたワンデイレースで活躍するほか、2007年ツール・ド・フランスでもポイント賞を獲得するなどの成績を残しているスプリンター。

## 経歴
17歳の時に本格的にロードレースを始め、ベルギーのアマチュアチャンピオンになるなど数々の記録を打ちたてた後、2002年にプロデビュー。パリ〜ルーベでいきなり3位に入り、ヨハン・ムセウの後継者として注目を集めはじめる。そして、USポスタルでは十分な機会が与えられないことを不満に思い、新しく発足したクイックステップへと移籍。
2003年
- ムセウの指導を受けつつ、ロンド・ファン・フラーンデレンなどベルギーで開催されるフランドル・クラシックでの勝利を目指すことになった。しかし、この年は体調不良や怪我によって目立った成績をあげることなく終わる。

2004年
- ヘント～ウェヴェルヘム 優勝
- ツール・ド・フランス ステージ2勝
- シーズン22勝。ついにスプリンターとしての才能が開花する。

2005年
- ベルギーの選手がもっとも欲するタイトルであるロンド・ファン・フラーンデレン 優勝
- クラシックの女王であるパリ〜ルーベ2005 優勝
- 同年よりスタートしたUCIプロツアーではランキング2位に食い込んだ。
- ツール・ド・フランス ステージ2勝
- 世界選手権ではベルギー人として1996年のヨハン・ムセウ以来の優勝を果たしてマイヨ・アルカンシエルを獲得、という大活躍を見せた。

2006年
- 欧州シーズン開幕前のツアー・オブ・カタールで5ステージ中4勝を奪う破竹の勢いを見せる。
- ロンド・ファン・フラーンデレンも2年連続で制した。
- ツール・ド・フランスでは3～6ステージに渡ってマイヨ・ジョーヌを着る栄誉に浴したが、目標だったステージ優勝は果たせなかった。
- エネコ・ツアー ステージ3勝

2007年
- シーズン前半のクラシックシーズンは目立った成績を残せなかったが、ツール・ド・フランスではステージ2勝をあげ、ポイント賞のマイヨ・ヴェールを初めて獲得する活躍を見せた。

2008年
- ツアー・オブ・カリフォルニア ステージ優勝
- パリ〜ルーベで2回目の優勝。
- 5月末のツアー・オブ・ベルギーでも最終ステージで勝利を収めた。
- しかし、後述のコカイン陽性反応問題でツール・ド・フランスには出場できなかった。

2009年
- パリ〜ルーベを連覇、同レース3度目の優勝を果たした。
- ベルギー選手権・ロードレース初制覇。
- 再度のコカイン陽性反応問題で出場が危ぶまれていたツール・ド・フランスにも直前になって出場が決定。しかしゴールスプリント争いに全くと言っていいほど絡めないまま、第6ステージでの落車ダメージや開幕前から患っていた体調不良のため第15ステージに出走せずリタイアとなってしまった。
- 8月のエネコ・ツアー ステージ1勝
- ブエルタ・ア・エスパーニャではまたもステージ優勝を挙げられないまま、第4・第7ステージでの落車ダメージが元で第13ステージ途中でリタイアした。
- パリ〜ツールでも逃げを決めて有利な状況に持ち込みながら、スプリント勝負でフィリップ・ジルベールに競り負けて2位に終わるなど消化不良のシーズン後半となってしまった。

2010年
- ミラノ〜サンレモは初優勝を狙ったものの「世界選男」オスカル・フレイレに敗れ2位。
- ロンド・ファン・フラーンデレン 2位
  - レース中盤のモーレンベルグでアタックを仕掛けたファビアン・カンチェラーラに唯一食らいつき先頭集団を形成。しかし、最大の難所であるカペルミュールで脚が攣ってしまう。その上再びアタックしたカンチェラーラに決定的な差をつけられ、その差を挽回することが出来ず2位となった。
- パリ〜ルーベ 5位

2011年
- ヘント〜ウェヴェルヘム 優勝
- ロンド・ファン・フラーンデレン 4位

2012年
- ツアー・オブ・カタール 総合優勝
- オムロープ・ヘット・ニウスブラット 2位
- パリ〜ニースの第2ステージで優勝し、プロ通算100勝目をあげた。
- E3・ハレルベーク 優勝
- ヘント〜ウェヴェルヘム 優勝
- ロンド・ファン・フラーンデレン 優勝
  - レース中盤でアタックしたアレッサンドロ・バッランにフィリッポ・ポッツァートとともに追従。ゴールまで逃げ切ることに成功し、スプリントを制して優勝を果たした。
- パリ〜ルーベでは、53kmを独走する圧勝劇を演じ、ロジェ・デ・フラーミンクと並ぶ史上最多の4回目の優勝を果たした。同時に、フランドル・クラシックで史上初めて4連勝を果たした。
- ベルギー選手権・個人ロードレース 優勝
- ヴァッテンフォール・サイクラシックス 4位
- ワールド・ポーツ・クラシック 初代総合優勝者
- パリ〜ブリュッセル 優勝
- ロードレース世界選手権
  -  チームタイムトライアル 優勝（+  シルヴァン・シャヴァネル、トニー・マルティン、ニキ・テルプストラ、クリストフ・ファンデワル、ペーター・ヴェリトス）
  - 個人ロードレース 12位
- UCIワールドツアー 総合3位

2013年
- E3・ハレルベーク 7位

2014年
- ツアー・オブ・カタール
  - ポイント賞
  - 区間2勝（第2、4）
- クールネ〜ブリュッセル〜クールネ 優勝
- ツール・ド・ベルギー 区間2勝（第1、2）

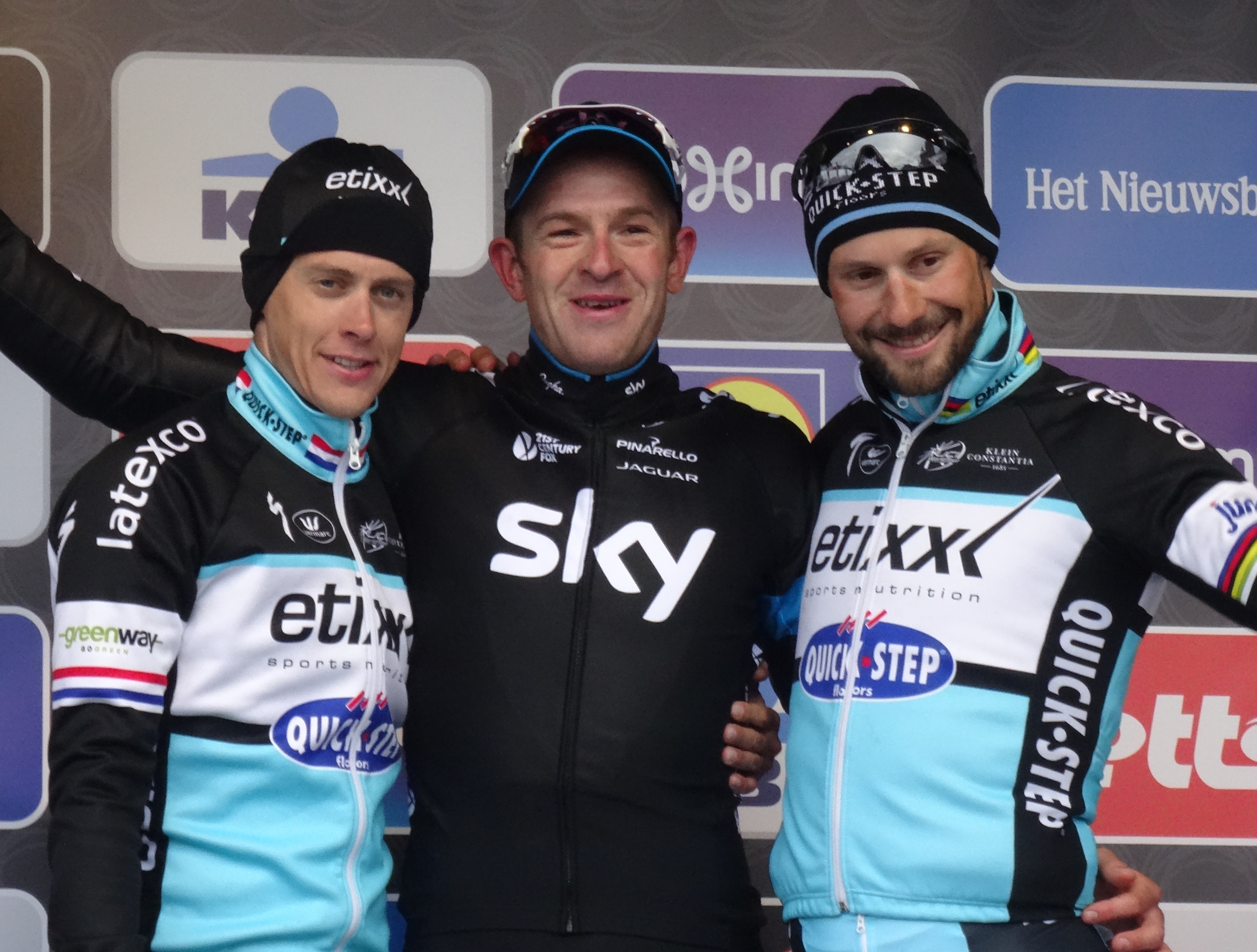
オムロープ・ヘット・ニウスブラット2015 : ニキ・テルプストラ (2), イアン・スタナード (1) & トム・ボーネン (3).

- 世界自転車選手権競技大会チームタイムトライアル 3位

2015年
- ツール・ド・ベルギー
  - ポイント賞
  - 区間1勝（第1）
- ルント・ウム・ケルン 優勝
- エネコ・ツアー 区間1勝（第3）
- シュパルカセン・ミュンスターラント・ギーロ 優勝
- 世界自転車選手権競技大会チームタイムトライアル 2位

2016年
- パリ〜ルーベ 2位
- ツール・ド・ワロニー 区間1勝（第1）
- ロンドン＝サリー・クラシック 優勝
- ブリュッセル・サイクリング・クラシック 優勝
- 世界自転車選手権自転車競技大会個人ロードレース 3位

2017年
- ブエルタ・ア・サンフアン　区間優勝（第2ステージ）
- E3ハレルベーク 8位
- ヘント〜ウェヴェルヘム 6位
- ロンド・ファン・フラーンデレン 37位
- 以前から表明していた通り現役最後のレースとして5度目の優勝を目指して臨んだパリ〜ルーベは、展開の綾もあり13位で終え、選手生活を締め括った。

## コカイン陽性反応問題

### 2008年
2008年5月26日に実施された競技外ドーピング検査で、コカインの陽性反応が出る。もっとも、レース外ドーピング検査につき、UCIやベルギー車連から直接の処分は下らなかったが、これを受けて同年のツール・ド・スイスの出場を拒否され、さらにツール・ド・フランスを主催するASOからも2008年の大会への出場禁止通知を受けた。この騒動に対してボーネンおよびチームは6月11日に会見を開いて謝罪。コカイン摂取の有無には触れなかったが、当面レースへの出場を見合わせることを発表した。

### 2009年
2009年4月27日、再びコカイン陽性反応が発覚。これを受け、自身の記者会見が行なわれた 他、所属するクイックステップは会見の席上で、当面の活動を一切禁じると表明した が、6月7日開幕のドーフィネ・リベレより復帰している。
尚、ボーネンはその後のインタビューで過去のコカイン摂取を認めた上で、2009年のコカイン陽性反応時には既に問題は無くなぜ陽性反応が出たのか分からないとコメントしている。

## 人物
元プロロードレース選手の父アンドレと美容師の母アグネスの長男として生まれる。弟のズワンもプロロードレース選手を目指していたが、アンダー23カテゴリー時代に心臓の欠陥が発覚してプロになることを断念している。
これまでの実績に加え、野性味と純粋さを併せ持った魅力的な容姿から熱狂的なファンが多く、「ベルギーのアイドル」といわれることもある。世界選手権を制した2005年にはベルギーを代表するアスリートとして数々の賞を受けた。ベルギーにいてプレッシャーを受けるのを嫌って2005年末からモナコへと移住していたが、2009年2月にベルギーの実家近くに新居を購入して引っ越した 。
趣味はマウンテンバイク、冬のトレーニングはシクロクロスで、という筋金入りの自転車好き。またコーラが好物のようで、レース中によく飲んでいる光景が見られる。愛用のヘルメットは、ベルギー王国から贈られたもの。ダイヤモンド＋名前が刻まれた純金プレートつきで、時価100万円相当の品である（パオロ・ベッティーニらも使用）。
2006年9月には、ランボルギーニ・ムルシエラゴを購入したことが大きく報道された（中古だがそれでも4800万円）。その2ヶ月後、恋人だったローレ・ヴァンドヴェイエルとの破局を発表した。更にその5ヶ月後、ドライブ中に猫の飛び出しが原因で路肩に衝突し、愛車のランボルギーニが大破した。
近年、会見やインタビューでもキャップを被ったままのことが多かったが、2度目のコカインの摂取の謝罪会見で、久しぶりにキャップを脱いだボーネンが披露され話題となった。

## 所属チーム
- 2002年 USポスタル
- 2003年-2017年 クイックステップ（2003～2004年QuickStep・Davitamon、2005年QuickStep、2006～2007年QuickStep・Innergetic、2008年QuickStep）

## 主な成績
プロ入り1年目から現役最終年まで全てのシーズンで勝利を挙げ、通算122勝を記録している。

### グランツール
- ツール・ド・フランス通算6勝
  -  ポイント賞（2007年）
  - 2004年 総合120位、区間2勝（第6、20）
  - 2005年 途中棄権、区間2勝（第2、3）
  - 2007年 総合119位、区間2勝（第6、12）
- ブエルタ・ア・エスパーニャ通算2勝
  - 2008年 区間2勝（第3、16）

尚、グランツールには通算で14度出走しているが、完走は3回しか無い (2003年ブエルタ、2004年・2007年ツール) 。特にポイント賞を獲得した2007年のツール・ド・フランス以降は8大会連続で途中棄権しており、一度も完走することなく現役を引退した。

### ステージレース
- 2005年 パリ〜ニース 区間2勝（第2、3）
- 2006年 パリ〜ニース 区間3勝（第1、2、4）、エネコ・ツアー 区間3勝（第1、3、5）
- 2009年 エネコ・ツアー 区間1勝（第3）
- 2010年 ティレーノ〜アドリアティコ 区間1勝（第2）

### ワンデイレース
- 世界選手権 優勝（2005年）
- 2004年 ヘント〜ウェヴェルヘム 優勝、E3プライス・フラーンデレン 優勝
- 2005年 E3プライス・フラーンデレン 優勝、パリ〜ルーベ、ロンド・ファン・フラーンデレン 優勝
- 2006年 E3プライス・フラーンデレン 優勝、ロンド・ファン・フラーンデレン 優勝
- 2007年 E3プライス・フラーンデレン 優勝
- 2008年 パリ〜ルーベ 優勝
- 2009年 パリ〜ルーベ 優勝
- 2011年 ヘント〜ウェヴェルヘム 優勝
- 2012年 E3・ハレルベーク 優勝、ヘント〜ウェヴェルヘム 優勝、パリ〜ルーベ、ロンド・ファン・フラーンデレン 優勝